# سابادی
سابادی (به مجاری:  Szabadi) یک منطقهٔ مسکونی در مجارستان است که در ناحیه کاپوشوار واقع شده‌است. سابادی ۸٫۲۳ کیلومتر مربع مساحت و ۲۸۵ نفر جمعیت دارد.